# Tan Jinlian
Tan Jinlian es una deportista china que compitió en remo. Ganó una medalla de plata en el Campeonato Mundial de Remo en Sala de 2022, en la prueba de ligero 500 m.

## Palmarés internacional
| Campeonato Mundial | Campeonato Mundial | Campeonato Mundial | Campeonato Mundial |
| Año                | Lugar              | Medalla            | Prueba             |
| ------------------ | ------------------ | ------------------ | ------------------ |
| 2022               | Sede virtual       | Medalla de plata   | Ligero 500 m       |